# Rhododendron liaoxigense
Rhododendron liaoxigense là một loài thực vật có hoa trong họ Thạch nam. Loài này được S.L. Tung & Z. Lu miêu tả khoa học đầu tiên năm 1988.